# 송기웅
송기웅(1995년 10월 28일 ~ )은 대한민국의 축구 선수로, 포지션은 수비수이다.